# Perthan
Perthan ist ein Insektizid, das zur Bekämpfung von Insekten auf Früchten und Gemüse eingesetzt wird. Zudem wird es gegen Motten und Teppichkäfer in der chemischen Reinigung und der Textilindustrie verwendet.
Es ist strukturell verwandt mit Dichlordiphenyldichlorethan (DDD).
In der Europäischen Union und der Schweiz sind keine Pflanzenschutzmittel mit diesem Wirkstoff zugelassen.